# Cocorote (Venezuela)
Cocorote est le chef-lieu de la municipalité de Cocorote dans l'État d'Yaracuy au Venezuela.